# Smoke the Weed
"Smoke The Weed" é uma canção do estadunidense Snoop Lion, lançada em 23 de dezembro de 2013, como oitava faixa do álbum de estreia do cantor no seu novo estilo musical, pelas gravadoras RCA, Berhane, Vice, Mad Decent. A canção conta com a participação de Collie Buddz.

## Musica e vídeo
"Smoke The Weed" (em português "Fume a maconha") teve o vídeo da musica lançado no em 23 de dezembro de 2013, conta do artista no Youtube. 

## Desempenho nas paradas
| Paradas (2012)                                  | Melhor posição |
| ----------------------------------------------- | -------------- |
| Alemanha (Media Control AG)                     | 78             |
| Estados Unidos (Billboard Reggae Digital Songs) | 3              |
| Suíça (Schweizer Hitparade)                     | 60             |